# Aspidosperma desmanthum
Aspidosperma desmanthum är en oleanderväxtart som beskrevs av George Bentham, Müll.Arg.. Aspidosperma desmanthum ingår i släktet Aspidosperma och familjen oleanderväxter. Inga underarter finns listade i Catalogue of Life.